# Passiflora pilosicorona
Passiflora pilosicorona är en passionsblomsväxtart som beskrevs av Sacco. Passiflora pilosicorona ingår i släktet passionsblommor, och familjen passionsblomsväxter. Inga underarter finns listade i Catalogue of Life.